# 린다 카델리니
린다 카델리니(영어: Linda Cardellini 린다 카덜리니[*], 1975년 6월 25일 ~ )는 미국의 배우이다. 넷플릭스 드라마 《데드 투 미》(2019-22)로 2020년 제72회 프라임타임 에미상, 2021년 제25회 새틀라이트상과 제27회 미국 배우 조합상의 코미디 드라마 부문 여우주연상 후보에 올랐다.

## 출연 작품

### 영화
- 햄버거 특공대 (1997)
- 헨드릭스 (1998)
- 금발이 너무해 (2001)
- 언세드 (2001)
- 스쿠비 두 (2002)
  - 스쿠비 두 2: 몬스터 대소동 (2004)
- 브로크백 마운틴 (2005)
- 그랜드마 보이 (2006)
- 라자루스 프로젝트 (2008)
- 슈퍼 (2010)
- 킬 더 아이리쉬맨 (2011)
- 어벤져스: 에이지 오브 울트론 (2015)
- 대디스 홈 (2015)
  - 대디스 홈 2 (2017)
- 파운더 (2016) - 조앤 스미스 역
- 그린 북 (2018) - 덜로리스 역
- 부탁 하나만 들어줘 (2018) - 다이애나 역
- 헌터 킬러 (2018)
- 요로나의 저주 (2019) - 애나 역
- 어벤져스: 엔드게임 (2019) - 로라 바턴 역
- 폰조 (2020) - 메이 카포네 역
- 가디언즈 오브 갤럭시: Volume 3 (2023) - 목소리 출연
- 논나 (2025) - 올리비아 역

### 텔레비전
- 솔로몬 가족은 외계인 (1997)
- 스텝 바이 스텝 (1997)
- 보이 미트 월드 (1998-99)
- 프릭스 앤 긱스 (1999-2000)
- 환상특급 (2003)
- ER (2003-09)
- 로봇 치킨 (2005-22) - 목소리
- 퍼슨 오브 인터레스트 (2011) - 메건 틸먼 역
- 레귤러 쇼 (2012-15)
- 괴짜가족 괴담일기 (2012-16) - 목소리
- 매드맨 (2013-15)
- 산제이 & 크레이그 (2013-16) - 목소리
- 뉴 걸 (2014)
- 블러드라인 (2015-17)
- 데드 투 미 (2019-22)
- 호크아이 (2021) - 로라 바턴 역